# Nafany
Владислав Горшков (род. 15 июня 2001, Александров, Владимирская область) — российский киберспортсмен по Counter-Strike, более известный под ником nafany.

## Карьера

### Начало карьеры
Начал свою киберспортивную карьеру в команде UNINVITED в конце зимы 2017 года, когда вместе с Saamozvanec, ollewf, Killer1337 и glowiing, прошел на турнир StarLadder ProSeries XVII. Результата показать на турнире не удалось, команда вылетела с турнира на 25—32 месте. Далее nafany в августе того же года в составе Veni Vidi Vici сыграл на турнире Esports Championship Series Season 4 — Europe Development League Q1, но и тут безуспешно занял 17—32 место.
18 апреля 2018 года Nafany заработал первые деньги в количестве 525 долларов, победив на турнире ESEA Season 27: Open Division — Russia.
В середине мая 2018 года Влад играл за команду Team7, вместе с aNsavage, fly772, sh1ro и klydeep, с которыми почти прошёл на закрытые квалификации к CIS Minor Open Qualifier #1 — FACEIT Major 2018, но проиграл команде HOLLYWOOD в финале.
На третьих открытых квалификациях к майнору FACEIT Major 2018 состав остался тем же, но был подписан организацией FLuffy Gangsters. В этот раз команда смогла пройти в закрытые квалификации, обыграв команды HEY и WINside, в которой на тот момент играл Давид «n0rb3r7» Даниелян.
Чтобы пройти на СНГ-майнор к FACEIT Major 2018 из закрытых квалификаций, нужно было победить три раза. Но FLuffy Gangsters проиграли команде AVANGAR, в которой на тот момент играли buster, Jame и Qikert, команде SANJI с Qikert и neaLaN, а снова команде HOLLYWOOD, покинув турнир на последнем 15—16 месте.
После неудачи на закрытой квалификации у FLuffy Gangsters получается выиграть The Hotshot Series #3.
17 июня 2018 года liTTle и chopper покидают команду, в результате чего FLuffy Gangsters фактически распадается и Владиславу приходится искать новую команду.
В сентябре nafany присоединяется к команде Vyalie Pitoni, в которой он играет до конца года. Несмотря на большое количество сыгранных квалификаций, команде не удалось пройти ни на один крупный турнир.

### В команде Gambit
5 апреля 2019 года Gambit объявили о возрождении молодёжного состава и пригласили в него nafany.
Первым турниром для команды стал Copenhagen Games 2019, где она заняла последнее 7—8 место, заработав 1 505.83 $. Затем состав показывал хорошие результаты, занимая первые места на некрупных турнирах (CIS Esports Pro Championship, MSI Gaming Arena 2019, Eden Arena: Malta Vibes — Week 5, Nine to Five #4 и других).
5 октября 2020 года Gambit Youngsters стали основным составом Gambit Esports.
После перехода в основной состав Gambit, команда стала выигрывать крупные турниры. Они занимали первые места на IEM Katowice 2021, IEM Summer 2021, BLAST Premier: Spring Finals 2021, V4 Future Sports Festival — Budapest 2021 и Funspark ULTI 2021.
В конце 2021 года Gambit заняли 3—4 место на мейджоре PGL Major Stockholm 2021, проиграв в полуфинале Natus Vincere, будущим победителям этого турнира.

### В команде Cloud9
Из-за вторжения России в Украину и связи владельцев команды с правительством РФ, Gambit и Virtus.Pro были отстранены от игры под своими тегами. Под тегом Players, Gambit сыграли ESL Pro League Season 15, где заняли 9—12 место, а на отборочных к PGL Major Antwerp 2022 (European RMR B), заняли 2 место, пройдя на основной турнир.
24 апреля 2022 года Cloud9 объявляют о своем возвращении в Counter-Strike: Global Offensive, приобретая состав Gambit Esports, состоящий из nafany, sh1ro, interz, Ax1Le, HObbit и groove- в качестве тренера. Кроме того, они подписали контракт с аналитиком Gambit F_1N и бывшим менеджером команды. На самом PGL Major Antwerp 2022 начинали играть в стадии Легенд. Команда победила в первом матче против Outsiders, но проиграла 3 последующих матча против NaVi, Furia и Imperial, покинув турнир на 12—14 месте. До следующего мейджора команда успела сыграть 4 турнира, на одном из них — Intel Extreme Masters XVII — Dallas заняла 1 место
На IEM Rio Major 2022 Gambit прошли «этап претендентов» со счетом 3-2, проиграв первые два матча против Fnatic и Grayhound Gaming, а после победили три игры подряд со счетом 2:0 против Imperial, Evel Genius и Gamer Legion. На «этапе легенд» Cloud9 показали неожиданный результат, обыграв сильнейшие на то время команды FaZe Clan, NaVi и Heroic, пройдя в плей-офф со счетом 3:0. Тем не менее в плей-офф команда вылетела после первого матча с MOUZ, покинув турнир на 5—8 месте.
Чтобы пройти на BLAST.tv Paris Major 2023, Cloud9 нужно было занять 1—8 место на отборочных (European RMR B), но, попав на European RMR Decider, команда заняла там 2 место и не прошла на турнир.
После этого команда выигрывает турнир Brazy Party.
14 июля 2023 года Владислав садится на скамейку запасных.

### В команде BetBoom
31 июля BetBoom Team собирают свой первый состав по CS:GO, куда входит nafany, s1ren, zorte, kaiR0N и danistzz.
Первым испытанием стали открытые квалификации на IEM Sydney 2023, которые новая команда прошла, заняв 1—2 место. В закрытых квалификациях они занимают 2 место и проходят на основной турнир. На самом турнире команда успешно выходит в плей-офф, но проигрывает в первом же матче, занимая 5—6 место
На Европейских квалификациях BetBoom занимают 5 место, проходя на RMR. Там команда смогла обыграть команды ENTERPRISE esports и Into The Breach, но проиграла Fnatic, Natus Vincere и Eternal Fire. После чего попадала на RMR Decider, где проиграла в первой игре команде Guild Eagles и покидают турнир.
26 ноября 2024 года BetBoom Team выставила на трансфер Владислава «Nafany» Горшкова, где он исполнял обязанности капитана, и Александра «Kair0n» Анашкина после того, как команда не прошла на Perfect World Shanghai Major 2024. При этом, по словам Горшкова, в составе произошли бы изменения при любом результате на мейджоре. Киберспортсмен также отметил, что хотел бы продолжить карьеру в интернациональном ростере.

### В шоу-матчах
27 ноября 2021 года Владислав принял участие в шоуматче между чемпионским составом «Gambit 2017», победившем на PGL Major Krakow 2017 и командой BEBRA.
BetBoom All-Star 2x2 — турнир 2 на 2, где играл с популярным дота стримером Александром «Nix» Левиным и занял на турнире 2 место.
BetBoom Aunkere Cup #2 — турнир, на котором nafany вместе с Magnojez, Dosia, shoke и Recrent занял первое место.

## Достижения
| Год  | Место | Турнир                                        | Команда          | Дата проведения         | Место проведения | Приз (доллары США) |
| ---- | ----- | --------------------------------------------- | ---------------- | ----------------------- | ---------------- | ------------------ |
| 2018 | 1     | Чемпионат России по компьютерному спорту 2018 | FLuffy Gangsters | 25 мая — 27 мая         | Москва           | 12 860             |
| 2021 | 1     | Intel Extreme Masters XV — World Championship | Gambit           | 16 февраля — 28 февраля | Онлайн           | 400 000            |
| 2021 | 2     | ESL Pro League Season 13                      | Gambit           | 8 марта — 11 апреля     | Онлайн           | 85 000             |
| 2021 | 1—2   | BLAST Premier: Spring Showdown 2021           | Gambit           | 13 апреля — 18 апреля   | Онлайн           | 30 000             |
| 2021 | 2     | DreamHack Master Spring 2021                  | Gambit           | 29 апреля — 9 мая       | Онлайн           | 42 000             |
| 2021 | 1     | IEM Summer 2021                               | Gambit           | 3 июня — 13 июня        | Онлайн           | 100 000            |
| 2021 | 1     | BLAST Premier Spring Finals 2021              | Gambit           | 15 июня — 20 июня       | Онлайн           | 225 000            |
| 2021 | 3—4   | PGL Major Stockholm 2021                      | Gambit           | 26 октября — 7 ноября   | Стокгольм        | 140 000            |
| 2021 | 2     | BLAST Premier World Final 2021                | Gambit           | 14 декабря — 19 декабря | Копенгаген       | 250 000            |
| 2022 | 12—14 | PGL Major Antwerp 2022                        | Cloud9           | 9 мая — 22 мая          | Антверпен        | 8 750              |
| 2022 | 1     | IEM Dallas 2022                               | Cloud9           | 30 мая — 5 июня         | Даллас           | 100 000            |
| 2022 | 3     | ESL Pro League Season 16                      | Cloud9           | 31 августа — 2 октября  | Нашшар           | 55 000             |
| 2022 | 5—8   | IEM Rio Major 2022                            | Cloud9           | 31 октября — 13 ноября  | Рио-де-Жанейро   | 45 000             |
| 2023 | 2     | ESL Pro League Season 17                      | Cloud9           | 22 февраля — 26 марта   | Сент-Джулианс    | 90 000             |
| 2023 | 3—4   | IEM Rio 2023                                  | Cloud9           | 11 мая — 24 мая         | Рио-де-Жанейро   | 20 000             |
| 2023 | 3—4   | BetBoom Dacha Dubai 2023                      | BetBoom Team     | 5 декабря — 10 декабря  | Дубай            | 30 000             |
| 2024 | 3     | Skyesports Masters 2024                       | BetBoom Team     | 8 апреля — 14 апреля    | Онлайн           | 52 500             |

## Личная жизнь
У nafany есть старший брат.
Как признавался сам Влад, у него было счастливое детство, но в школе до 6 класса он подвергался буллингу из-за того, что был эмоциональным ребёнком и мог даже заплакать, когда получал плохую оценку. В результате этого Нафаня стал интровертом, а в своих первых командах ему приходилось тяжело.
Вот что говорит об этом nafany спустя время:

На самом деле мне кажется, что этот буллинг оказался положительным опытом для меня. По крайней мере, сейчас так кажется. Сейчас я намного проще отношусь к хейту. Помню точно, что сначала, когда меня обзывали, я на это реагировал. А потом как-то пришел к тому, что надо просто не обращать внимания, и людям становится [все равно].
— В интервью новостному порталу Cybersport.ru